# Pterinochilus

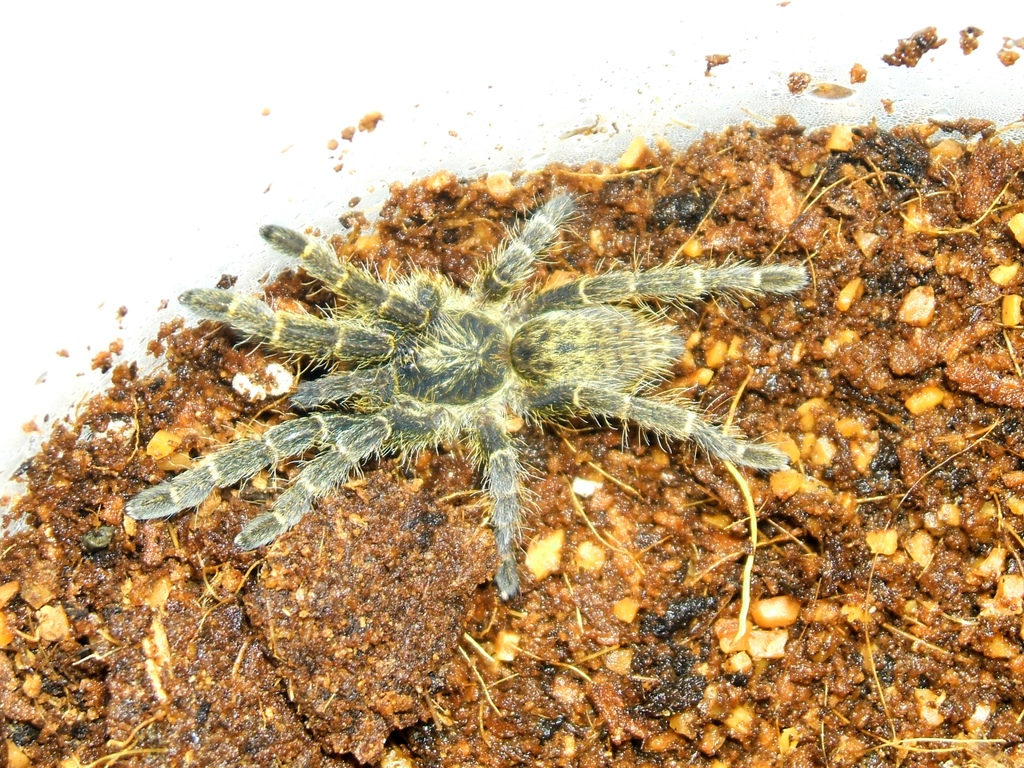
Pterinochilus chordatus

Pterinochilus ist eine Gattung aus der Familie der Vogelspinnen (Theraphosidae). Sie gehört zur Unterfamilie der Harpactirinae und umfasst aktuell zehn Arten, die alle in Afrika verbreitet sind. (Stand: Juli 2017)

## Merkmale
Die Arten der Gattung Pterinochilus sind mit etwa 4–6 cm Körperlänge eher kleine bis mittelgroße Vogelspinnen. Sie besitzen eine dorsale Abdominalzeichnung die einem Grätenmuster ähnelt, bestehend aus Querstreifen und fleckigen Punkten. Sie sind grau bis bräunlich gefärbt, mit Ausnahme von Pterinochilus murinus, die eine ziegelrote Färbung aufweisen kann. Die Spinnen sind auf dem ganzen Körper dicht behaart, besitzen aber keine Brennhaare. Auf den Innenseiten der Chelizeren befindet sich je eine Scopula. Die Scopula der Tarsen ist ungeteilt, ebenso die der Metatarsen, nur am vierten Metatarsus ist sie durch eine Reihe versteifter Setae geteilt. 
Die Spermathek der Weibchen besteht aus zwei Receptacula seminis. Bei manchen Arten, darunter Pterinochilus lugardi, ist die Spermathek außen mit einer lappenförmigen Struktur (Lobus) versehen. Das Endsegment der hinteren Spinnwarzen ist fingerförmig.

## Lebensraum und Lebensweise
Die zehn Arten der Gattung Pterinochilus sind in Zentral-, Ost- und dem südlichen Afrika verbreitet. Die Spinnen bewohnen dort die offenen Graslandschaften. Sie sind Bodenbewohner und graben tiefe Wohnröhren. Die Hauptaktivität liegt in der Regenzeit. Sie kommen meist erst in den Abendstunden während der Dämmerung hervor, um auf Beute zu lauern.

## Systematik
Im Jahr 1897 stellte  Reginald Innes Pocock die Gattung Pterinochilus auf, zu der er einige Vogelspinnen zählte, die zuvor in die Gattung Harpactira gestellt wurden. In derselben Arbeit beschrieb Pocock auch Pterinochilus murinus anhand eines Exemplars aus Tanganjika. Die Typusart der Gattung ist Pterinochilus vorax.
Wegen der Variabilität der Färbung wurden oftmals Farbvarianten als eigenständige Arten beschrieben. Bis zum Jahr 2002 hatten sich in der Gattung Pterinochilus 23 Arten angesammelt. Während des Zweiten Weltkriegs waren beim Brand des Staatlichen Museums für Naturkunde Stuttgart zahlreiche Typusexemplare des Naturforschers Embrik Strand (1876–1947) verloren gegangen, was eine Revision erschwerte. Schließlich wurden bei der Revision der Gattung durch Richard C. Gallon im Jahr 2002 die Pterinochilus-Arten auf sechs reduziert. Inzwischen wurden wieder neue Arten beschrieben und die Gattung umfasst laut World Spider Catalog aktuell wieder zehn Arten. (Stand: Juli 2017)
- Pterinochilus alluaudi Berland, 1914
- Pterinochilus andrewsmithi Gallon, 2009
- Pterinochilus chordatus (Gerstäcker, 1873)
- Pterinochilus cryptus Gallon, 2008
- Pterinochilus lapalala Gallon & Engelbrecht, 2011
- Pterinochilus lugardi Pocock, 1900
- Pterinochilus murinus Pocock, 1897
- Pterinochilus raygabrieli Gallon, 2009
- Pterinochilus simoni Berland, 1917
- Pterinochilus vorax Pocock, 1897